# الفوز دي سانتا جاديا
بلدية الفوز دي سانتا جاديا (بالإسبانية: Alfoz de Santa Gadea)‏، هي إحدى بلديات مقاطعة برغش، التي تقع في منطقة قشتالة وليون، والتي تقع في شمال غرب إسبانيا.
يبلغ عدد سكانها 151 نسمة وفقاً لإحصائية سنة (2002).